# براک موتم
براک موتم (انگلیسی: Brock Motum؛ زادهٔ ۱۶ اکتبر ۱۹۹۰) بازیکن بسکتبال اهل استرالیا است.